# Andrés Martínez
Andrés Javier Martínez Falazzini (ur. 16 października 1972 w Pando) – urugwajski piłkarz występujący na pozycji pomocnika.

## Kariera klubowa
Martínez karierę rozpoczynał w 1991 roku w zespole Peñarol. W 1993 roku, a także rok później zdobył z nim mistrzostwo Urugwaju. Na początku 1995 roku przeszedł do hiszpańskiej Osasuny z Segunda División. Spędził tam 1,5 roku.
W 1996 roku Martínez wrócił do Urugwaju, gdzie został graczem klubu Cerro. Następnie grał w Defensorze Sporting, a w 1997 roku przeszedł do włoskiego US Lecce z Serie A. Na początku 1998 roku odszedł do innej drużyny tej ligi, Bologny. Grał tam przez pół roku.
W 1998 roku Martínez ponownie został graczem Defensora Sporting. Tym razem jego barwy reprezentował przez 4 sezony. Potem grał jeszcze w Bella Viście, hiszpańskich Racing de Ferrol (Segunda División) oraz Yeclano CF (Segunda División B), Defensorze Sporting, a także Racingu Club de Montevideo. W 2007 roku zakończył karierę.

## Kariera reprezentacyjna
W reprezentacji Urugwaju Martínez zadebiutował 29 listopada 1992 roku w przegranym 0:1 towarzyskim spotkaniu z Polską. W 2001 roku został powołany do kadry na Copa América. Zagrał na nim w meczach z Boliwią (1:0), Kostaryką (1:1), Hondurasem (0:1) oraz ponownie z Kostaryką (2:1, gol) i Hondurasem (2:2, 4:5 w rzutach karnych). Tamten turniej Urugwaj zakończył na 4. miejscu.
W latach 1992–2001 w drużynie narodowej Martínez rozegrał łącznie 8 spotkań i zdobył 1 bramkę.